# 河口南站
河口南站位于甘肃省兰州市西固区，建于1953年。是兰新铁路及蘭青鐵路的一个车站，兰青铁路的起点站，距离兰州站42公里。距兰新铁路上行车站坡底下站7km，下行车站上石圈站8公里，距兰青铁路下行车站八盘峡站5公里。该站隶属于兰州铁路局兰州车务段。

## 业务
- 客运：办理旅客乘降，行李、包裹托运。
- 货运：仅办理专用线、专用铁道整车货物发到，为三等车站。